# Bricoleur (comics)
Pour la notion générale, voir Bricoleur.
Phineas Mason, alias le Bricoleur (« Tinkerer » en VO), est un super-vilain évoluant dans l'Univers Marvel de la maison d'édition Marvel Comics. Créé par le scénariste Stan Lee et le dessinateur Steve Ditko, le personnage de fiction apparaît pour la première fois dans le comic book The Amazing Spider-Man (vol. 1) #2 en mai 1963,.
Le personnage est un inventeur de génie qui possède un don presque surhumain. Il est notamment capable d'inventer des gadgets sophistiqués à partir de rien d'autre que des pièces de rechange disponibles sur des appareils ménagers ordinaires. Il a notamment fabriqué le costume de Mystério, l'équipement du Roller Skater, le véhicule de Big Wheel, la faux du Moissonneur, le harnais de Grizzly et les gadgets de la Chatte noire.

## Biographie du personnage

### Origines
Phineas Mason est un inventeur génial, spécialisé en armement, qui offre ses services aux criminels de toute sorte, depuis un vieux magasin de réparateur de radio. Il a aussi lui-même agi en tant que hors-la-loi, avec des tentatives de chantage sur des politiciens et à la tête d'un gang de voyous. Il a été confronté à Spider-Man dès son apparition (c'est d'ailleurs l'un des plus anciens ennemis du Tisseur, par chronologie).
Il est connu pour avoir fabriqué le costume de Mystério, l'équipement du Roller Skater, le véhicule de Big Wheel, la faux du Moissonneur, le harnais de Grizzly. Il a travaillé pour le Scorpion, Hammerhead, le Scarabée, la Chatte, Jack O'Lantern, le Hibou, le Pitre et le Constrictor. N'étant pas lui-même un criminel, mais juste un entrepreneur avisé et connaissant bien la loi, il ne fut jamais arrêté par la police.
Son fils, Rick Mason dit l'Agent, était un espion travaillant pour le gouvernement américain. Mason Sr aida plusieurs fois son fils pendant ses missions. Quand Rick fut tué au cours de l'une d'elles, le Bricoleur se vengea en maintenant des liens avec des super-criminels et leur donnant des informations sur ce qu'il savait des projets gouvernementaux.
Dans la mini-série Secret War, Nick Fury découvrit un lien entre Mason et la Latvérie. Le SHIELD trouva son repaire en utilisant le Pygargue (en) (Simon Maddicks), et Mason s'enfuit en Latvérie pour échapper à la justice.

### Civil War
Lors du crossover Civil War, le petit-fils de Phineas Mason trouve la mort dans l'explosion de Stamford, provoquée par Nitro. Fou de chagrin, il devient suicidaire. Par la suite, Le Punisher le poignarde à la colonne vertébrale, le laissant paralysé.
Désormais bloqué dans un fauteuil roulant, Mason est forcé par Cyber de greffer un exosquelette d'adamantium sur son nouveau corps. Puis, Wolverine l'oblige à fabriquer un pacemaker en carbonadium et des balles d'adamantium.
On le revoit plus tard faire partie d'une thérapie de groupe, pour les victimes du Punisher, où il comptait abandonner sa carrière d'inventeur. Mais le goût de l'argent et sa passion reprirent le dessus, et il travailla depuis pour Daken, auquel il greffa des ergots constitués d'un fragment de métal du katana de Murasama.

## Pouvoirs et capacités
Le Bricoleur n'a pas de super-pouvoirs. Phineas Mason a cependant une intelligence de génie, avec des connaissances approfondies dans une grande variété de disciplines scientifiques. Il est aussi intelligent que le Fixer (en), mais reste bien en dessous de l'intelligence de Red Richards, Tony Stark ou Bruce Banner.
C'est un inventeur de génie, spécialisé dans l'équipement hi-tech et l'armement ; il possède notamment un haut niveau d'expertise dans la conception et la fabrication d'armes et de dispositifs dérivés de technologies préexistantes. Il a inventé une grande variété d'appareils scientifiques et technologiques et a souvent accès à ces appareils au besoin.
L'âge avancé de Mason limite ses capacités physiques. Par ailleurs, il est handicapé, n'ayant plus l'usage de ses jambes.

## Apparitions dans d'autres médias
Sauf indication contraire, les informations mentionnées dans cette section peuvent être confirmées par la base de données cinématographiques IMDb,  présente dans la section « Liens externes ».

### Cinéma
Interprété par Michael Chernus dans l'univers cinématographique Marvel
- 2017 : Spider-Man : Homecoming réalisé par Jon Watts

### Télévision
- 2008-2009 : Spectacular Spider-Man (série d'animation) - doublé par Thom Adcox

### Jeux vidéo
- 2008 : Spider-Man : Le Règne des ombres - doublé par William Utay
- 2009 : Marvel Ultimate Alliance 2: Fusion
- 2020 : Marvel's Spider-Man: Miles Morales - doublage, capture de mouvement et visage de Jasmin Savoy Brown